# David Sutter
Pour les articles homonymes, voir Sutter.
David Sutter ou Jean-David Sutter, né le 12 janvier 1811 à Genève, décédé le 3 mars 1880) à Paris, est un artiste peintre, graveur, dessinateur, musicien et écrivain d'art français.
Très actif dans les domaines artistique et musical, Sutter étudie la façon de les théoriser, enseigne l'esthétique à l'École des Beaux-Arts de Paris et publie plusieurs ouvrages sur ce sujet, mais échoue à publier ses théories sur la musique.

## Biographie
David Sutter est né le 12 janvier 1811 à Genève, d'un père genevois et d'une mère française,. Il se fera naturaliser français en 1872,.
Il étudie rapidement la philosophie, la physique et les mathématiques, tout en exerçant la musique, la peinture, les sciences d'observation et la littérature. Très jeune, Sutter apprend le violon, la guitare et la flûte — instrument avec lequel il se produit en concert —, et étudie la composition avec André Spaëth.
David Sutter arrive à Paris entre 1839, et 1841, et entre comme alto à l'orchestre des concerts de Niccolò Paganini, tout en prenant des leçons avec le compositeur Jean-Louis Tulou. En parallèle, il apprend la peinture auprès de Camille Flers, de l'École française,,. Sutter fréquente les peintres de l'École de Barbizon et se lie d'amitié avec Jean-François Millet et Théodore Rousseau, ainsi qu'avec Georges Seurat. Il peint des paysages bretons, normands, vénitiens, genevois et des environs parisiens. Il expose au Salon entre 1842, avec deux tableaux réalisés d'après nature à Aumale et 1864. Il obtient des médailles à la suite d'expositions à Rouen et à Nîmes.
Sutter a aussi été illustrateur dans diverses revues : L'Artiste, L'Illustration et L'Art musical. Pour L'Illustration, il fournit notamment des dessins de Sicile pendant la guerre d'émancipation.
David Sutter a une intense activité intellectuelle dans les deux domaines de la musique et de la peinture. Il effectue trois grands voyages en Italie et en Sicile, où il étudie l'art antique et les chefs-d'oeuvre de la Renaissance, sous la préoccupation constante de trouver les lois qui régissent les beaux-art ; par ailleurs, il cherche à établir les lois du style musical, de la nature esthétique de l'art et de son histoire, et souhaite réformer la science de l’acoustique. Pour de meilleurs résultats, il s'en remet aux techniques des sciences d'observation : théorie et application. Il en fait part dans les ouvrages Philosophie des beaux-arts appliquée à la peinture (1858), Nouvelle théorie simplifiée de la perspective (1859), Esthétique générale et appliquée, contenant les règles de la composition dans les arts plastiques (1865). À la suite de ces travaux, David Sutter obtient la chaire d'esthétique à l'École des Beaux-Arts de Paris, où il professa avec le plus grand succès de 1865 à 1870,,. La ville de Paris lui donne des lettres de naturalisation et le ministre de l'Instruction publique le nomme officier d'Académie, comme créateur de la science des beaux-arts. En outre, il a publié dans la Gazette des Architectes un Nouveau traité de perspective spécial au dessin d'après nature ; La sculpture grecque et les règles de l'harmonie des lignes droites et des lignes courbes ; Les phénomènes de la vision et une Nouvelle théorie de la couleur propre des corps basée sur les fonctions physiologiques de la rétine, etc..
Bien que parvenant à publier plusieurs ouvrages sur l'esthétique dans les arts plastiques, il ne trouve pas d'éditeur pour ses ouvrages traitant de la musique : Traité d'acoustique musicale, Histoire de la musique depuis les Grecs jusqu'à nos jours et Traité d'esthétique musicale. Selon Fétis, cela est dû à sa conception mathématique des arts, faute de talent créatif et d'humilité.
Selon Ernest Glaeser, il est membre de la Société des Gens de lettres et de plusieurs sociétés savantes.
David Sutter est mort le 3 mars 1880 à Paris,.

## Œuvre

### Peintures
David Sutter est défini par le Bénézit et le SIKART comme un peintre, aquarelliste et graveur de scène de genre et de paysages,.
En plus de deux paysages d'Aumale présentés au Salon en 1842, on connaît de lui d'autres tableaux ou aquarelles exposés, :
1842
- Vue des bords du lac Léman aux environs de Genève
- Vue prise à Aumale en Normandie

1844 :
- La ferme brûlée (aux environs de Lyon)
- Un crépuscule d'automne
- Lisière de la forêt de Jussy (aux environs de Genève)

1845 :
- Vue de Castellamare
- Lisière de forêt avec animaux

1846 :
- Etude de chênes
- Site pris dans la forêt de Fontainebleau, étude d'après nature
- Lisière de forêt
- Vues prises aux environs de Lyon

1847 :
- Environs de Rouen

1848 :
- Côtes de Normandie
- Côtes de Bretagne, d'après nature
- Lisière de forêt
- Chasse au Renard

1853 :
- L'Embouchure du Paillon à Nice

1857 :
- Environs de la grotte de Saint-François d'Assise à Lavergne dans les Apennins

1864 :
- La place Saint-Marc et Rivage des Esclavons (à Venise, dessins à la plume)
- Le dormoir, forêt de Fontainebleau
- Lisière de la forêt de Fontainebleau au soleil couchant

### Estampes
David Sutter a effectué de nombreuses gravures de reproduction d'après d'autres graveurs, parmi lesquels : Antoinette Bouzonnet-Stella, Claudine Bouzonnet-Stella, Charles-Philippe Campion de Tersan (d), Louis Marvy, Louis Surugue, Nicolas Tanché (d), Louis Gustave Taraval (sv), Jacques-Nicolas et Nicolas-Henri Tardieu, Philippe, Simon et Henri Simon Thomassin, ainsi que Jean Thouvenin, notamment.
Il a aussi gravé d'après des tableaux de Charles Le Brun, Henri Strésor (16..?-1679), Pierre Subleyras, François Germain Léopold Tabar, Louis Tesson (d) (1820-1870), Jacques-Alphonse Testard (1810-1875), Louis Tocqué et 
Robert Tournières ; d'après des dessins de Jacques Stella, Robert Tournières et Louis Testelin ; ou encore des lithographies de Maria Elektrine von Freyberg et Jean-Pierre Thénot.
Dans les collections publiques :
- musée des beaux-arts du Canada : Eau-forte In Britanny[13].

### Dessins

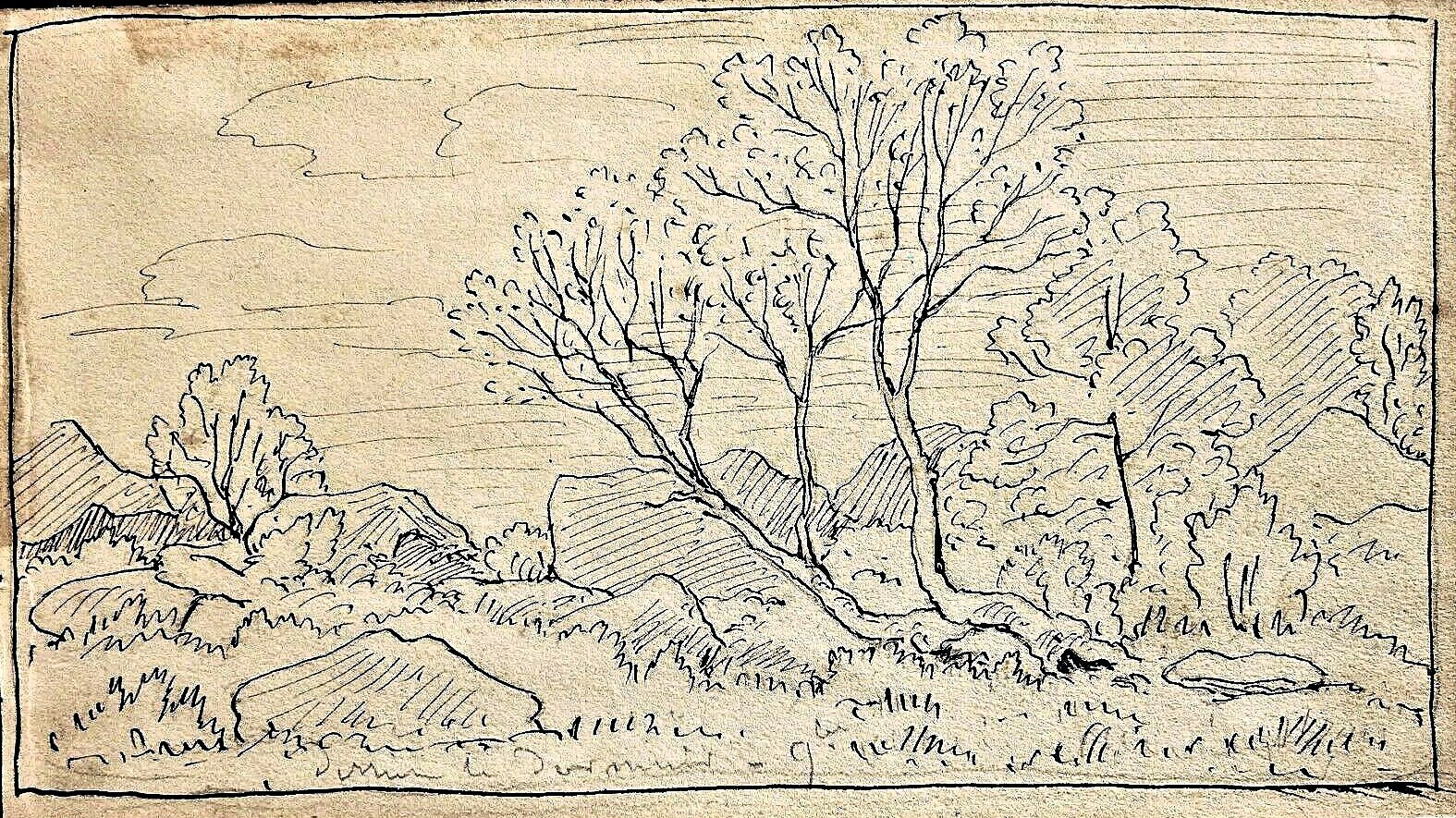
David Sutter. Des arbres près d’un chaos rocheux (Forêt de Fontainebleau), 1861.

En 1847 est publié l'ouvrage Paysages (Paris : Delâtre frères) contenant une série d'eaux-fortes réalisées par Louis Marvy d'après des dessins de David Sutter. Les deux artistes collaborent déjà ensemble dans la revue L'Artiste.
Un catalogue des dessins à la plume de David Sutter a été publié par Dhios, marchand d'art du XIXe siècle, en 1861.
Dans les collections publiques :
- Musée de Grenoble : une série de dessins au crayon graphite.

### Publications
- Nouvelle théorie simplifiée de la perspective, contenant une introduction historique ; les principes de géométrie appliquée au dessin ; le tracé des tableaux d'histoire, d'intérieur, de paysage, de marine ; la théorie des ombres, la décoration des plafonds et des notions sur la perspective des théâtres..., Paris : Vve A. Morel n. d. (BNF 31422555).
- Philosophie des beaux-arts appliquée à la peinture, contenant l'esthétique, ses applications, la loi des opposants harmonieux des couleurs et des milieux colorants, la perspective aérienne et la manière de peindre des anciens Vénitiens, etc., Paris : J. Tardieu, 1858 (BNF 31422556).
- Nouvelle théorie simplifiée de la perspective, Paris : J. Tardieu, 1859 (BNF 31422554)[16].
- Esthétique générale et appliquée, contenant les règles de la composition dans les arts plastiques, Paris : Impr. impériale, 1865 (BNF 31422552)[17].
- Cours d'esthétique générale et appliquée, Paris : Ve J. Renouard, 1868 (BNF 31422551).
- Philosophie des beaux-arts appliquée à la peinture, contenant l'esthétique, ses applications, la loi des opposants harmonieux des couleurs et des milieux colorants, la perspective aérienne et la manière de peindre des anciens Vénitiens, etc., Paris : Vve A. Morel, 1870 (BNF 31422557).
- La Sculpture grecque et les règles de l'harmonie des lignes droites et des lignes courbes[9],[5]
- Les Phénomènes de la vision[9],[5]
- Nouvelle théorie de la couleur propre des corps basée sur les fonctions physiologiques de la rétine, etc.[9],[5]

- Ouvrage publié à compte d'auteur
  - Esthétique musicale. Science du rhythme suivant les belles traditions de l'Ecole italienne, Paris : l'auteur, 1878 (BNF 31422553).

- Textes non publiés
  - Traité d'acoustique musicale[1]
  - Histoire de la musique depuis les Grecs jusqu'à nos jours[1]
  - Traité d'esthétique musicale[1]